# Улица Ленина (Новокузнецк)
Проспект Ле́нина (часто упоминается как улица Ленина) — основная улица Кузнецкого района Новокузнецка.

## История
Первое название улицы Торговая, так как начиналась она от Базарной площади, где располагались лавки купцов. В 1920 году, с появлением в городе Коммунистического Союза Молодёжи, улицу и площадь переименовали под одним именем в честь «вождя мирового пролетариата» Ленина. Улица начала застраиваться в 1930-х годах, а первые многоэтажные дома стали появляться уже во время Великой Отечественной войны и только в 1951 году началась планомерная застройка. 23 июня 1962 года на улице открыли памятник Ленину.

## Описание

Панорама проспекта и ДК Алюминщиков

Улица начинается от кольца Советской площади до Малоэтажной улицы. Слева начинаются пятиэтажные дома, в которых находятся магазины: «Копейка», «Чистогорский», «Акварель», «Ближний»; справа находится ТЦ «Район». Далее справа начинается сквер им. Калинина, в котором находится бывший кинотеатр «Пламя» (ныне магазин). Далее справа начинаются девятиэтажные дома.
После пересечения с ул. Конева слева находится Новокузнецкий Ликёроводочный завод, справа — жилые кварталы. В них расположены магазины, в том числе фирменный магазин ликёроводочного завода (однако, эти дома относятся к улице Обнорского). Слева находятся два трёхэтажных дома 1940-х годов постройки. Справа находится сквер Борцов Революции. Далее слева находится сад и дворец культуры Алюминщиков, справа — несколько пятиэтажек сталинского типа. Дальше — главная площадь Кузнецкого района, площадь Ленина. На ней находятся администрация Кузнецкого района и ЗАГС, а также «дом с часами».
Далее начинаются пятиэтажки сталинского периода по обеим сторонам дороги. В одной из них находится поликлиника № 1. После пересечения с ул. Чекалина начинаются трехэтажки. После пересечения с улицей Метёлкина снова начинаются пятиэтажки. После пересечения Бульварного пер. начинается последний квартал многоэтажки.
После пересечения со Спортивной улицей слева начинается спорткомплекс, включающий в себя частный фитнес-центр и муниципальный стадион. Дорога тут уже делится на две части. Несколько дальше вправо отходит Технический проезд, выводящий на улицу Обнорского.
Далее начинается частный сектор. Улицу Ленина пересекают Анодная и Малоэтажная улицы. На последнем участке улица Ленина пересекается с Кузнецким шоссе и упирается в крематорий.

## Транспорт
По улице Ленина ходят автобусы и трамваи. По всему проспекту есть 8 остановок транспорта. В 2022 на улице временно ходили электробусы.
Остановка «Советская площадь» является конечной для автобусов № 70. Также через эту остановку проходят все городские маршруты, минующие Кузнецкий район — трамвайные (№ 2, 6, 8, 9), а также автобусные (№ 5, 6, 8, 23, 27к, 56, 60, 87, 88, 345). Также следуют пригородные маршруты, останавливающиеся лишь по направлению к вокзалу (№ 152, 164, 168, 169, 350). Отсюда можно уехать в центр города (на проспект Кирова, проспект Дружбы, Октябрьский проспект, улицу Циолковского, улицу Транспортную, проспект Курако, Вокзал, НКМК, в Дальнее Куйбышево), по Кузнецкому району (на улицу Обнорского и Кузнецкое шоссе), в Орджиникидзевский район (в Новобайдаевку, Абашево и село Елань).
Большая часть автобусов уходит по улице Обнорского кратчайшим путём, только три — № 23, 88, 345, а также трамваи № 2 и 8 идут по ул. Ленина вплоть до Кузнецкого шоссе. На перекрёстке с Кузнецким шоссе трамвайные (№ 2, 8) и автобусные маршруты (№ 23 и 345) поворачивают направо и уходят в Новобайдаевский микрорайон, маршрут № 88 завершает рейсы на остановке «СШМНУ». Трамваи № 6 и 9 поворачивают на Техническом проезде.
Остановка «Сквер Борцов Революции» (ранее именовалась «Ликёроводочный Завод») расположена неподалёку от сквера Борцов Революции.
На площади Ленина находится остановка «ДК „Алюминщик“». На пересечении с улицей Метёлкина находится остановка «ул. Метёлкина» (ранее именовалась «22-я больница»). Около квартала № 30 находится остановка «30-й квартал», являющаяся конечной автобуса № 8.

### Остановки
- Советская площадь. Трамваи № 2, 6, 8, 9; автобусы № 5, 6, 8, 23, 27к, 56, 60, 87, 88, 345. Конечная остановка для маршрутов № 70 и 70*. Также остановка используется для пригородных автобусов № 152, 164, 168, 169 в направлении на вокзал.
- Сквер Борцов Революции. Трамваи № 2, 6, 8, 9; автобусы 23, 88, 345, а также автобус № 8 по направлению до 30-го квартала.
- ДК «Алюминищик». Трамваи № 2, 6, 8, 9; автобусы 23, 88, 345, а также автобус № 8 по направлению до 30-го квартала.
- ул. Метёлкина. Трамваи № 2, 6, 8, 9; автобусы № 23, 88, 345, а также автобус № 8 по направлению до 30-го квартала.
- 30-й квартал. Трамваи № 2, 6, 8, 9; автобусы № 23, 88, 345, также является конечной для автобуса № 8.
- Анодная ул. Трамваи № 2, 8; автобусы № 23, 88, 345
- Малоэтажка. Трамваи № 2, 8; автобусы № 23, 88, 345
- Ветеринарная станция. Трамваи № 2, 8 (только по направлению к СШМНУ). Автобусы № 23, 88, 345 останавливаются лишь в противоположном направлении.
- СМШНУ. Трамваи № 2, 8; автобусы № 23, 345, также является конечной для автобуса № 88.

## Известные здания
- Новокузнецкий ликёро-водочный завод.
- Дворец алюминщиков.